# Léon Say
Pour les articles homonymes, voir Say.
Léon Say, né le 6 juin 1826 à Paris où il est mort le 21 avril 1896, est un économiste et homme d'État français.

## Biographie

### Jeunesse et études
Léon Say appartient à la famille Say, protestante réformée. Il est le fils de Horace Émile Say, et le petit-fils de Jean-Baptiste Say. Son grand-oncle, Louis Say est également économiste.

### Parcours professionnel
Entre 1850 et 1852, Léon Say rejoint la banque d'Eichthal. Il quitte rapidement la banque pour devenir, en 1852, administrateur de la Compagnie des chemins de fer de Lyon. Il reste à ce poste jusqu'en 1855.
Il décide alors de devenir journaliste et devient auteur dans le Journal des débats où il rédige de nombreux articles attaquant la gestion financière du baron Haussmann dans le Journal des débats. Il demeure toutefois dans les affaires et est nommé en 1857 administrateur de la Compagnie des chemins de fer du Nord, et en 1868,  président de la Société nouvelle des houillères et fonderies de l’Aveyron.
Il se lance en politique en 1869, soutenu par les Cheuvreux dont il est proche parent. En 1870, il est nommé directeur du Journal des débats.
Il enseigne les finances publiques à l'École libre des sciences politiques. Recruté en 1884, il dispense des cours jusqu'en 1886, ainsi que, quelques années après, une conférence de méthode de finances publiques.
Il est élu à l'Académie des sciences morales et politiques en 1874 et à l'Académie française en 1886. Il est président de la Société nationale d'horticulture de France. Par ailleurs, il est un des trois exécuteurs testamentaires de Victor Hugo avec Léon Gambetta et Jules Grévy.

### Parcours politique

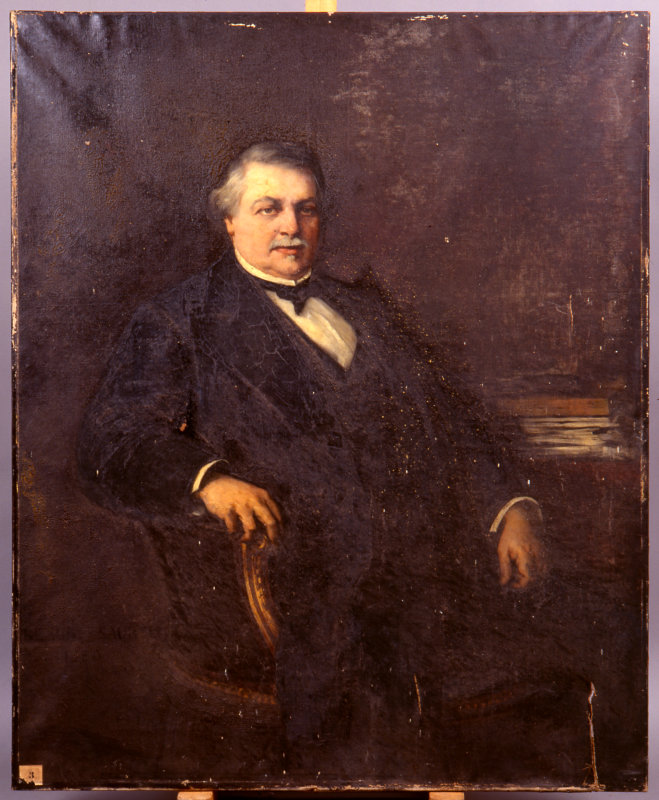
Amélie Beaury-Saurel, Portrait de Léon Say, 1880, musée de Louviers

En 1869, Say commence sa carrière politique et devient conseiller général du Canton de L'Isle-Adam. Cela lui permet d'être élu député dès 1871. Il est nommé la même année préfet de la Seine.
En 1872, il est nommé ministre des Finances pour la première fois. Il le sera sous dix gouvernements de la Troisième République. Il l'est de 1872 à 1873, puis de 1875 à 1877, et de 1877 à 1879. Il devient alors ambassadeur de France au Royaume-Uni, en poste à Londres, mais n'y reste que deux ans pour retrouver le ministère des Finances en 1882.
Du 30 janvier 1876 au 22 septembre 1889, il est sénateur de Seine-et-Oise. Il est par ailleurs président du Sénat du 25 mai 1880 au 30 janvier 1882. Il quitte le Sénat en 1889 pour devenir député des Basses-Pyrénées, élu à Pau. Il conserve son siège de député jusqu'à sa mort en 1896.
Dans le contexte capitaliste triomphant de la fin du XIXe siècle et les quelques œuvres philanthropiques qui tentaient d'améliorer les conditions de logement des ouvriers, il résumait ainsi sa doctrine libérale : « La charité a des limites, mais le bon placement n'en a pas. »

## Décorations
- Grand-croix de la Légion d'honneur [6]

## Œuvres
- Nouveau Dictionnaire d'économie politique (directeur de publication) (1889-92).
- Turgot (1887) (disponible gratuitement dans une réédition de l'Institut Coppet, 2014)
- Préface de la réédition de 1895 du livre d'Alexandre Moreau de Jonnès, Aventures de guerre au temps de la République et du Consulat.Caricature par Alfred Le Petit parue dans Le Trombinoscope de Touchatout en 1873.

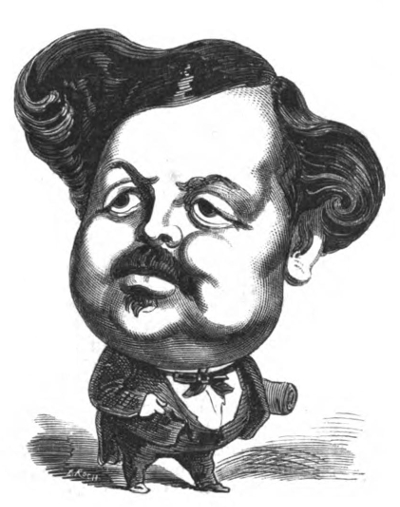
Caricature par Alfred Le Petit parue dans Le Trombinoscope de Touchatout en 1873.